# Ausgerechnet Sylt
Ausgerechnet Sylt ist ein deutscher Fernsehfilm, der am 3. Mai 2018 seine Erstausstrahlung im ZDF hatte. Die Hauptrollen sind besetzt mit Katja Studt, Fabian Busch und Martin Brambach. Regie führte die Grimmepreisträgerin Susanna Salonen.

## Handlung
Die Sylter Rettungsschwimmerin Bente wird wieder mal von der Polizei abgeführt, weil sie Anführerin einer Demonstration gegen die Gentrifizierung ihrer Heimatinsel ist. Bente ist von den exorbitanten Sylter Immobilienpreisen persönlich betroffen, auch ihr ältliches Häuschen soll einer Ferienhaussiedlung Platz machen. Dieses Luxus-Bauprojekt wird von dem Immobilienmanager Kevin Krämer vorangetrieben, der einen Inselurlaub mit seiner gelangweilten Teenager-Tochter Lili mit diesem Job verbindet. Bei ihrer ersten unfreiwilligen Begegnung stellen Bente und Kevin fest, dass sie sich aus der neunten Klasse kennen. Er war damals unsterblich in sie verliebt, Bente las jedoch kichernd seinen Liebesbrief vor ihrer ganzen Schulklasse vor. Im Widerspruch von seinem beruflichen Auftrag und seinen Gefühlen verstrickt sich Kevin immer mehr in abstruse Lügengeschichten, die von der – jetzt aufrichtig in ihn verliebten – Bente ziemlich schmerzhaft entlarvt werden.

## Kritik
TV Spielfilm schrieb, dass Katja Studt „mit charmanter Wahrhaftigkeit“ diese „Mischung aus Drama und Romanze“ fast alleine trage, aber die Regisseurin auch ein gutes Gespür für das Vater-Tochter-Verhältnis beweise und „die Kritik am (symptomatischen) Ausverkauf Sylts ohne Wenn und Aber“ rüberbringe. Tilmann P. Gangloff kritisierte bei Tittelbach.tv, der Film folge einem bei ARD und ZDF sich oft wiederholenden Erzählschema, aber konstatierte, „dass die Dramedy trotzdem Spaß macht“, und lobte die Chemie zwischen den Hauptdarstellern. Blickpunkt: Film meldete, der Film sei mit einem Marktanteil von 17,5 % klarer Quotensieger bei den Zuschauern gewesen.